# Тарадій Володимир Кирилович
Володимир Кирилович Тарадій (8 лютого 1940 — 9 листопада 2023)  — український астроном, який спеціалізується на геодинаміці, обертанні Землі, нутації. Лауреат Державної премії України в галузі науки і техніки.

## Біографія
Народився 8 лютого 1940 р. у с. Турівка Згурівського району Київської області Української РСР.
У 1962 р. закінчив Київський ордена Леніна державний університет імені Т. Г. Шевченка.
Згодом став співробітником Головної астрономічної обсерваторії АН РСР.
У 1967 р. був удостоєний Премії Ленінського Комсомолу.
У 1968 р. в Інституті математики АН Української РСР захистив кандидатську дисертацію "Нутація осі обертання Землі (порівняння висновків теорії з результатами аналізу спостережень)".
Він був другим керівником обчислювально-вимірювального центру Головної астрономічної обсерваторії АН УРСР. Для обслуговування нової техніки він створив структуру центру з кваліфікованими молодими спеціалістами — програмістами та інженерами-електронниками.
З грудня 1992 р. працював директором Міжнародному центрі астрономічних та медико-екологічних досліджень (ЦАМЕД) Обсерваторії Пік Терскол в Ельбруському районі Приельбрусся Російської Федерації.
У 2000 р. V на з'їзді Української астрономічної асоціації та у 2009 р. на VIII з'їзді Української астрономічної асоціації був обраний до складу Ради Української астрономічної асоціації.
У 2003 р. його в складі співвиконавців було нагороджено Державною премiєю України в галузi науки і технiки за цикл досліджень «Розробка теоретичних основ та унікальної спостережної бази в Голосієві та на піку Терскол для досліджень Сонця та тіл Сонячної системи».
У 2006 р. захистив у Державному астрономічному інституты імені П. К. Штернберга Московського державного університету імені М.В. Ломоносова докторську дисертацію "Рішення задач геодинаміки та навігації в навколоземному просторі за даними оптичних спостережень небесних об'єктів". за спеціальністю 01.03.01 "Астрометрія і небесна механіка".

## Основні публікації
1. Федоров Е. П., Корсунь А. А., Майор С. П., Панченко Н. И., Тарадий В. К., Яцкив Я. С. Движение полюса Земли с 1890.0 по 1969.0. - К.: Наук. думка, 1972.- 264с.
 2. Тарадий B.K., Яновицкая Г.Г. Сравнительный анализ координат полюса, определенных по астрономическим наблюдениям широты и доплеровским наблюдениям ИСЗ Письма в Астрон.ж., N2, N4, 219-223 (1976)
 3. Федоров Е. П. Избранные труды/ редколегия: Я. С. Яцкив, А.А. Корсунь , В. К. Тарадий, И. И. Глаголева, Н. Т. Миронов, В. С. Кислюк.- К.: Наукова думка.-2014-584 с.
 4. Jockers K., Credner T., Bonev T., Kiselev N., Korsun P., Kulyk I., Rosenbush V., Andrienko A., Karpov N., Sergeev A., Tarady V. Exploration of the Solar system with the two-channel focal reducer at the 2m-RCC telescope of Peak Terskol Observatory // Kinematics and Physics of Celestial Bodies. Suppl. Ser. – 2000. – Vol. 3. – P. 13-18.

## Нагороди
- Орден «За заслуги» II ст. (15 травня 2020) — [1]